# Jean-Bertrand Barrère
Jean-Bertrand Barrère (* 15. Dezember 1914 in Paris; † 16. Oktober 1985 in New York) war ein französischer Literaturwissenschaftler, Romanist und Hochschullehrer mit dem Hauptwirkungsort Cambridge.

## Leben und Werk

### Leben bis 1946
Jean-Bertrand Marie Barrère bestand 1938 die Agrégation im Fach Lettres. Er unterrichtete kurzzeitig als Gymnasiallehrer in Amiens (1940–1942), dann war er von 1942 bis 1946 Assistent für Französische Literatur an der Sorbonne. 1944–1945 kämpfte er unter Jean de Lattre de Tassigny in der 1. französischen Armee und wurde mit dem Kriegskreuz ausgezeichnet. 1946 wechselte er von der Sorbonne an das Institut français in London.

### Der Hochschullehrer
1947 habilitierte sich Barrère an der Sorbonne mit einer Arbeit über Victor Hugo. 1949–1950 sowie 1952–1954 lehrte er an der Universität Lyon, dazwischen zwei Jahre lang an der Ain-Schams-Universität (damals Ibrahim-Pascha-Universität) in Kairo. Dann wurde er an die Universität Cambridge berufen und lehrte dort bis 1982. Von 1957 bis zu seinem plötzlichen Tod (anlässlich einer Tagung in den Vereinigten Staaten) war er Fellow des St John’s College, Cambridge.

### Der Autor
Barrère genoss international den Ruf eines profunden Kenners von Victor Hugo, dem er einen Großteil seiner Forschung widmete. Daneben veröffentlichte er Bücher über Romain Rolland, Paul Claudel und weitere Autoren. Er gehörte zu den Kritikern des Nouveau roman, den er als Resultat einer literarischen „Abmagerungskur“ betrachtete. In dem Bändchen Ma mère qui boite (Meine hinkende Mutter) gab er sich als konservativer Katholik zu erkennen, der unter dem Zweiten Vatikanischen Konzil zu leiden hat.

## Werke

### Victor Hugo
- La fantaisie de Victor Hugo. 3 Bde. Corti, Paris 1949–1960. Klincksieck, Paris 1971–1973.
  - 1. 1802–1851. 1949, 1971.
  - 2. 1852–1885. 1960, 1972.
  - 3. Thèmes et motifs. 1950, 1973.
- Hugo. L'homme et l'œuvre. Boivin & Cie, Paris 1952.
  - (polnisch) Warschau 1968.
  - (chinesisch) Schanghai 2007.
- Victor Hugo. Desclée De Brouwer, Paris 1965. (Les écrivains devant Dieu)
- (Hrsg.) Victor Hugo: Un carnet des "Misérables" octobre-décembre 1860. Minard, Paris 1965.
- Victor Hugo à l'œuvre. Le poète en exil et en voyage. Klincksieck, Paris 1966.
- (Hrsg.) Victor Hugo: Poésies. 2 Bde.  Imprimerie nationale, Paris 1984.

### Romain Rolland
- Romain Rolland par lui-même. Éditions du Seuil, Paris 1955
  - (israelisch) 1969
  - (portugiesisch) Romain Rolland por ele próprio. Portugália, Lissabon 1955.
- Romain Rolland. L'âme et l'art. Albin Michel, Paris 1966.

### Weitere Werke
- La Cure d'amaigrissement du roman. Albin Michel, Paris 1964.
- Critique de chambre. La Palatine, Paris 1964. (Zu Du Bos, Anouilh, Montherlant, Mauriac, Gide, Bernanos, Malraux und Sartre)
- L'Idée de goût, de Pascal à Valéry. Klincksieck, Paris 1972.
- Ma mère qui boite. Nouvelles éditions latines, Paris 1975.
- Le regard d'Orphée ou l'Échange poétique. Hugo, Baudelaire, Rimbaud, Apollinaire. SEDES, Paris 1977.
- Claudel. Le destin et l’œuvre. SEDES, Paris 1979 Paris.